# Сушань-Цесарицький
44°31′ пн. ш. 15°07′ сх. д. / 44.52° пн. ш. 15.12° сх. д.
Сушань-Цесарицький (хорв. Sušanj Cesarički) — населений пункт у Хорватії, в Лицько-Сенській жупанії у складі громади Карлобаг.

## Населення
Населення за даними перепису 2011 року становило 12 осіб.
Динаміка чисельності населення поселення:

## Клімат
Середня річна температура становить 9,40 °C, середня максимальна – 20,73 °C, а середня мінімальна – -2,96 °C. Середня річна кількість опадів – 1303 мм.
| Клімат поселення                              | Клімат поселення | Клімат поселення | Клімат поселення | Клімат поселення | Клімат поселення | Клімат поселення | Клімат поселення | Клімат поселення | Клімат поселення | Клімат поселення | Клімат поселення | Клімат поселення | Клімат поселення |
| Показник                                      | Січ.             | Лют.             | Бер.             | Квіт.            | Трав.            | Черв.            | Лип.             | Серп.            | Вер.             | Жовт.            | Лист.            | Груд.            |                  |
| Середній максимум, °C                         | 7,15             | 6,17             | 7,89             | 11,36            | 16,44            | 20,64            | 20,72            | 20,73            | 16,80            | 12,84            | 8,38             | 6,47             |                  |
| Середня температура, °C                       | 2,58             | 1,61             | 3,33             | 6,80             | 11,87            | 16,08            | 18,15            | 18,14            | 14,22            | 10,27            | 5,81             | 3,90             |                  |
| Середній мінімум, °C                          | −1,98            | −2,96            | −1,25            | 2,23             | 7,31             | 11,53            | 15,58            | 15,58            | 11,65            | 7,67             | 3,24             | 1,32             |                  |
| Норма опадів, мм                              | 100              | 98               | 100              | 105              | 92               | 92               | 54               | 78               | 127              | 149              | 170              | 138              |                  |
| Середньомісячна швидкість вітру, м/с          | 3.99             | 4.07             | 4.01             | 3.70             | 3.34             | 3.12             | 3.03             | 3.02             | 3.40             | 3.77             | 4.30             | 4.40             |                  |
| Середньомісячна сонячна радіація, кДж/м²·день | 4697             | 7347             | 10784            | 15414            | 19526            | 21435            | 23370            | 20126            | 14804            | 9556             | 5079             | 3936             |                  |
| --------------------------------------------- | ---------------- | ---------------- | ---------------- | ---------------- | ---------------- | ---------------- | ---------------- | ---------------- | ---------------- | ---------------- | ---------------- | ---------------- | ---------------- |
| Джерело:                                      |                  |                  |                  |                  |                  |                  |                  |                  |                  |                  |                  |                  |                  |